# Fernão Lopes

Podpis F. Lopese

Fernão Lopes (narozen mezi roky 1380-1390, zemřel někdy po roce 1459) byl portugalský kronikář.

## Život
O jeho životě je známo jen minimum informací. Pocházel z neurozené rodiny, byl písařem u královského dvora, v roce 1418 se stal "vrchním strážcem Torro do Tombo" (tj. hlavním archivářem královského dvora), kterým zůstal až do roku 1454, kdy byl funkce zbaven pro pokročilý věk. V roce 1459 byl prokazatelně ještě naživu. V roce 1434 mu byl udělen nižší šlechtický titul, v témže roce byl králem Eduardem I. pověřen, aby zpracoval životy předchozích panovníků své země.

## Dílo
Lopesovo dílo se skládá z několika portugalsky psaných textů o portugalských panovnících a dobách jejich vlády. Dochovány jsou Kronika o králi Petrovi (Crónica de El-Rei D. Pedro), Kronika o králi Ferdinandovi (Crónica de El-Rei D. Fernando) a nedokončená Kronika o králi Janovi (Crónica de El-Rei D. João). Je mu připisováno i několik dalších textů a Lopes se sám zmiňuje, že jeho dílo bylo širší.
S historickou činností zřejmě Lopes začal již v roce 1419, oficiálně jí byl pověřen v roce 1434. Zdá se, že na svých kronikách ještě pracoval v roce 1449. Jeho dílo končí popisem událostí roku 1411.
Lopes čerpá nejen ze starších historických textů, ale i z primárních archivních pramenů, k nimž měl jako vrchní strážce Torro do Tombo (informace z dokumentů často přímo cituje), a také z ústního podání, řadu událostí z novějších dějin znal také z vlastní zkušenosti. Lopes však není pouhým kompilátorem, kriticky své informace hodnotí a zaujímá k nim vlastní stanovisko, hledá dějinné souvislosti, psychologické motivace jednání svých postav a etický přesah historických událostí.
Lopesův jazyk je stylisticky velice bohatý, kombinuje různé literární vlivy od kázání po rytířský román. Jeho výklad je velmi podrobný a dramatický a tak kroniky nejsou pouze historickým textem, ale i významným literárním dílem. Později byly velkou inspirací pro portugalský historický román.